# Play世界巡迴演唱會 (專輯)
《Play世界巡迴演唱會》（英語：Play World Tour）是臺灣歌手蔡依林的一張現場影音專輯，由華納音樂和凌時差音樂於2018年1月30日發行。專輯收錄2015年5月22日至25日蔡依林在臺北小巨蛋的「Play世界巡迴演唱會」現場表演內容，並附有四部《不一樣又怎樣》紀錄短片及一部幕後花絮影片。該專輯僅在臺灣發行實體版本，並獲得2018年臺灣年度影音專輯銷量第一名。

## 背景和發展
2015年5月22日，蔡依林的第四輪巡演「Play世界巡迴演唱會」於臺灣臺北市臺北小巨蛋展開。同年11月17日，蔡依林官方粉絲團在新浪微博上透露該巡演的現場影音已完成拍攝。2016年9月30日，蔡依林在參加「國際音樂峰會—亞太峰會」時表示，該巡演暫時不會發行現場影音專輯。同年12月4日，蔡依林在參加「第十屆音樂盛典咪咕匯」時表示，為響應歌迷的熱烈要求，將籌備該巡演的現場影音專輯，但後期製作仍需時間。
2017年4月11日，蔡依林工作室在新浪微博上透露專輯已完成粗剪。同年10月30日，華納音樂高層陳澤杉在Facebook上透露專輯預計於12月發行，並表示將推出藍光光碟版本，這將是蔡依林首度發行藍光光碟的作品。同年12月12日，媒體透露該專輯預計於翌年1月發行。

## 發行和宣傳
2017年12月23日，華納音樂宣布該專輯將於2018年1月3日開放預購，並於1月30日發行。專輯收錄了2015年5月22日至25日蔡依林於臺北小巨蛋的「Play世界巡迴演唱會」現場表演內容，並附有由侯季然和林孝謙執導的四部《不一樣又怎樣》紀錄短片及一部巡演幕後花絮影片。專輯由徐國祚執導，後期製作由三點水娛樂負責。華納音樂透露，專輯內容共使用了26台地面和空中攝影機拍攝，並從四百小時的影音素材中精心剪輯，蔡依林三度親自監督後期製作。
2018年1月2日，蔡依林於臺中麗寶樂園度假區舉辦專輯發布會，活動投入新臺幣五百萬元，並使用十台攝影機進行現場直播。同月28日，蔡依林在臺北國際會議中心舉辦「Double Play粉絲同樂會」，活動費用為兩百萬元。專輯內容於1月29日首播於Line TV，並於2月6日在咪咕音樂和騰訊視頻上線。

## 商業表現
專輯僅在臺灣發行實體專輯，並在包括博客來、誠品書店、光南大批發、佳佳唱片、玫瑰大眾、五大唱片及PChome等影音專輯銷量排行榜中獲得週榜第一名的最高成績。專輯分別在博客來、光南大批發和五大唱片的2018年度影音專輯銷量排行榜中獲得第一名，並在佳佳唱片排行榜獲第七名。此外，該專輯還在YesAsia2018年度影音專輯銷量排行榜中獲得第二名。

## 評價
PlayMusic音樂網認為，該專輯為蔡依林的又一代表作，並表示無論是服裝、舞台還是舞蹈，蔡依林都以全新的方式呈現，充分展現了華語音樂的高質感，並讓人更加期待她未來的作品。此外，也指出該專輯在娛樂性和音樂性上都顧及周全，特別是在聲音表現上，蔡依林的現場功力有了顯著的提升。無論是快歌還是慢歌，她的聲音表情、律動和情感表達都更加自如，並且整場演出在編曲和翻新上也表現得更為流暢一致。

## 曲目
以下為BD版本的曲目列表，而DVD版本分兩張光碟，曲目1至21作一張、曲目22至34作一張。
| 曲序     | 曲目                               |                            | 作曲 | 时长    |
| -------- | ---------------------------------- | -------------------------- | --- | ------- |
| 1.       | 美杜莎                             | 嚴云農                     | - Emile Ghantous - Erik Nelson - Nasri Atweh - Lakesha Hinton                                                                        | 4:11    |
| 2.       | 大丈夫                             | 陳鎮川                     | - Jonas Jeberg - Mikkel Sigvardt - Mich Hansen - Nina Woodford                                                                       | 3:20    |
| 3.       | 美人計                             | - 崔惟楷 - 陳天佑          | - Danielle Senior - Scott Wild | 4:03    |
| 4.       | 愛無赦                             | 陳鎮川                     | - Lina Rafn - Adam Powers - Paw Lagermann                                                                                            | 3:03    |
| 5.       | I'm Not Yours（feat. 安室奈美惠）  | 黃偉文                     | - 蔡依林 - Hayley Aitken - Olof Lindskog - Iggy Strange Dahl                                                                         | 4:37    |
| 6.       | 特務J                              | - 李宗恩 - 嚴云農 - 梁錦興 | 黃晟峰 | 3:31    |
| 7.       | 花蝴蝶                             | 嚴云農                     | - Anders Kjer - David Clewett - Alice Gernandt                                                                                       | 2:22    |
| 8.       | Love Love Love                     | 天天                       | Konstantin Meladze | 2:49    |
| 9.       | 布拉格廣場                         | 方文山                     | 周杰倫 | 1:52    |
| 10.      | 第三人稱                           | 王永良                     | 林俊傑 | 4:34    |
| 11.      | 獨佔神話                           | 陳鎮川                     | 王力宏 | 4:23    |
| 12.      | 大藝術家                           | 嚴云農                     | - Robin Jessen - Anne Judith Wik - Nermin Harambasic - Ronny Svendsen - Charite Viken Reinas - Eirik Johansen - Alexander Puntervold | 5:42    |
| 13.      | Mr. Q                              | 陳鎮川                     | - Miriam Nervo - Olivia Nervo - Ben Thomas - Dele Ladimeji                                                                           | 3:18    |
| 14.      | 唇語                               | 梁錦興                     | 黃晟峰 | 1:25    |
| 15.      | 檸檬草的味道                       | 李焯雄                     | 李偲菘 | 4:37    |
| 16.      | 我知道你很難過                     | 胡如虹                     | 葉良俊 | 2:07    |
| 17.      | 天空                               | - 衛斯理 - 小米            | 衛斯理 | 3:08    |
| 18.      | 七上八下                           | 小安                       | - 小安 - 陳天佑 | 2:30    |
| 19.      | Miss Trouble                       | 葛大為                     | - 蔡依林 - Hayley Aitken - Olof Lindskog - Iggy Strange Dahl                                                                         | 2:16    |
| 20.      | 日不落                             | 崔惟楷                     | - Alexander Bard - Anders Hansson | 4:21    |
| 21.      | 無言以對                           | 梁錦興                     | 黃晟峰 | 3:52    |
| 22.      | 迷幻                               | 吳青峰                     | - Mikko Tamminen - Udo Mechels - Rike Boomgaarden                                                                                    | 3:29    |
| 23.      | 愛情三十六計                       | 胡如虹                     | - 沙凡·科提查 - Andrew Frampton - Wayne Wilkins                                                                                      | 1:43    |
| 24.      | 電話皇后                           | 黃偉文                     | - Dominik Rothert - Jason Worthy - Jessica Jean Pfeiffer - Alexander Krause                                                          | 2:54    |
| 25.      | Dr. Jolin                          | 許哲珮                     | - Iggy Strange Dahl - Johan Moraeus - Christoffer Vikberg                                                                            | 3:46    |
| 26.      | 舞孃                               | 陳鎮川                     | - Miriam Nervo - Olivia Nervo - Greg Kurstin                                                                                         | 5:17    |
| 27.      | 看我72變                           | 陳鎮川                     | - Edward Chan - Charles Lee | 3:34    |
| 28.      | 不一樣又怎樣                       | 林夕                       | - Christoffer Vikberg - Hayley Aitken - Iggy Strange Dahl - Johan Moraeus                                                            | 7:48    |
| 29.      | Play我呸                           | 李格弟                     | 倪子岡 | 6:29    |
| 30.      | 演唱會幕後特輯                     |                            | | 46:43   |
| 31.      | 林欣蓓篇（《不一樣又怎樣》紀錄片） |                            | | 4:03    |
| 32.      | 曾英齊篇（《不一樣又怎樣》紀錄片） |                            | | 3:53    |
| 33.      | 曾愷芯篇（《不一樣又怎樣》紀錄片） |                            | | 5:26    |
| 34.      | 葉永鋕篇（《不一樣又怎樣》紀錄片） |                            | | 4:53    |
| 总时长： | 总时长：                           | 总时长：                   | 总时长： | 2:51:59 |

## 幕後人員
現場拍攝團隊：
- 三點水娛樂製作股份有限公司—後期製作統籌
- 徐國祚—監製、導演
- 陳杏真—統籌
- 郭東洲—工程統籌
- 鄭儒雅—助理導演
- 李沛縈—助理導演、執行製作
- 楊琇淇—助理導演、執行製作
- 林芝曲—現場指導
- 洪捷豹—現場指導
- 林寶財—攝影指導、攝影師
- 陳柏全—攝影師
- 劉俊鑫—攝影師
- 胡延勳—攝影師
- 李公主—執行製作
- 林靚萱—執行製作
- 劉彥羣—執行製作
- 陳宏雯—行政管理
- 詹翔雯—行政管理
- 林森燕—行政管理
- 林逸—檔案管理
- 偌亞方舟有限公司—攝影器材管理
- 百盛行銷股份有限公司—GoPro攝影

幕後花絮：
- 徐國祚—統籌、DVD/BD影像剪輯
- 邱文—花絮拍攝統籌、花絮攝影師
- 鐘志泓—花絮攝影師
- 江國鼎—花絮攝影師、上海拍攝工程統籌
- 上海鼎闊文化傳播中心—上海拍攝硬體協力
- 楊琇淇—執行製作人
- 李俐悅—日文翻譯
- 米雪兒—英文翻譯
- 三點水娛樂製作股份有限公司—DVD/BD影音合成製作、DVD/BD選單動畫設計
- 郭行毅—DVD/BD選單動畫設計
- 林芝曲—DVD/BD合成動畫製作
- 李沛縈—DVD/BD合成動畫製作

其他：
- 李治逸—音樂母帶製作人、後製剪輯工程師
- Cherry Guns Factory Co., Ltd.—現場錄音工程
- 陳文駿—後製剪輯工程師
- 強力錄音室—後製剪輯錄音室
- 樊乃綱—混音工程師
- 有禾錄音師—混音錄音室
- 孫仲舒—母帶後期處理工程師
- 鈺德科技股份有限公司—DVD/BD影音後期處理

## 發行歷史
| 地區 | 日期          | 格式              | 經銷商     |
| ---- | ------------- | ----------------- | ---------- |
| 全球 | 2018年1月30日 | 數位下載 串流媒體 | 凌時差音樂 |
| 臺灣 | 2018年1月30日 | BD                | 華納音樂   |
| 臺灣 | 2018年1月30日 | 2DVD              | 華納音樂   |

## 外部連結
- YouTube上的《Play世界巡迴演唱會》播放列表
- YouTube上的《Play世界巡迴演唱會》（預告片）